# Saint-Médard (Lot)
Saint-Médard ist eine französische Gemeinde mit 190 Einwohnern (Stand 1. Januar 2022) im Département Lot in der Region Okzitanien. Sie gehört zum Kanton Causse et Bouriane und zum Arrondissement Cahors. 
Sie grenzt im Norden an Montgesty, im Nordosten an Catus, im Südosten an Crayssac, im Südwesten an Labastide-du-Vert und im Westen an Pontcirq.

## Bevölkerungsentwicklung

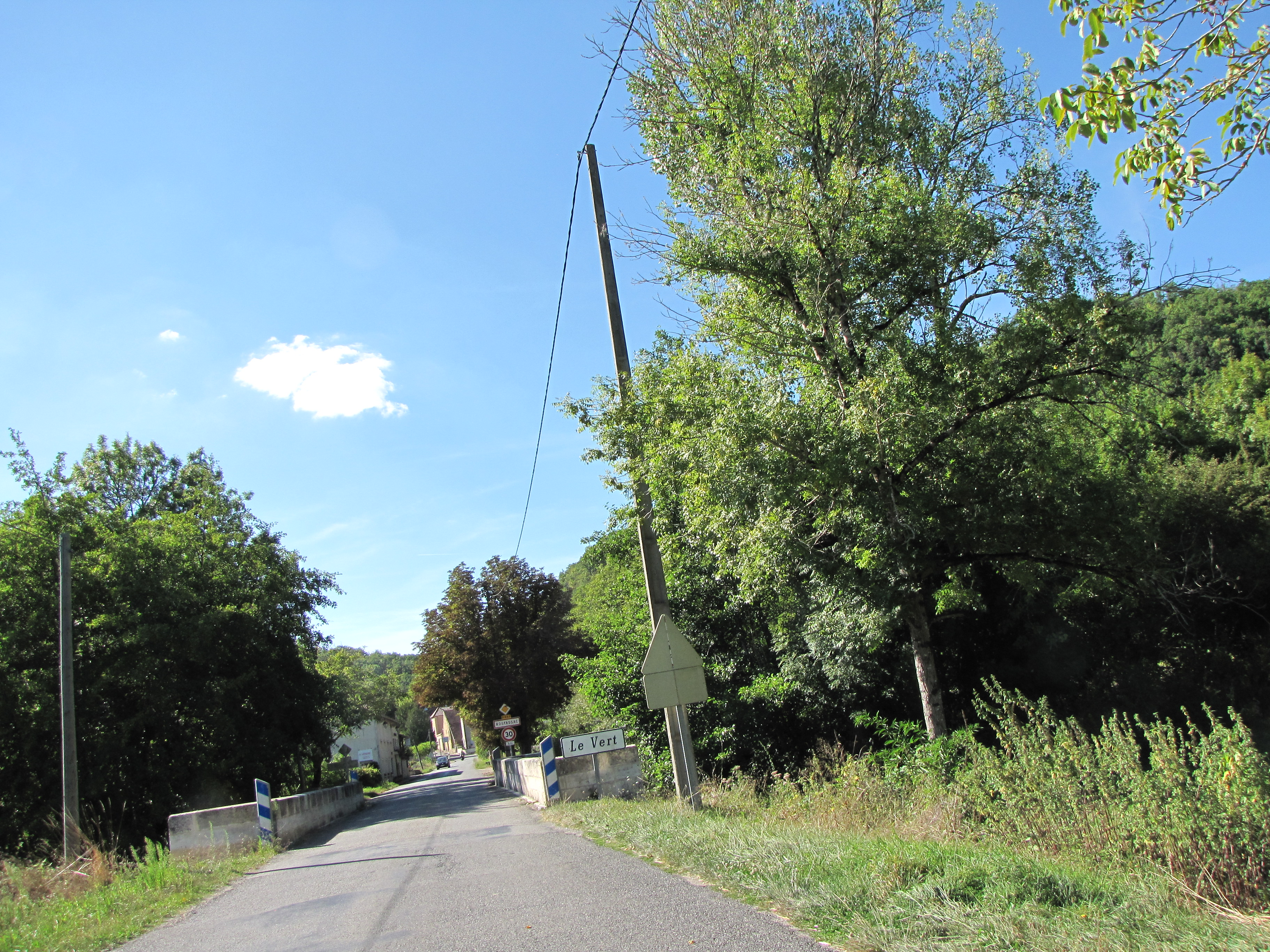
Einfahrt zum Ortsteil und Verkehrsknoten Rostassac

| Jahr      | 1962 | 1968 | 1975 | 1982 | 1990 | 1999 | 2008 | 2018 |
| --------- | ---- | ---- | ---- | ---- | ---- | ---- | ---- | ---- |
| Einwohner | 153  | 134  | 107  | 138  | 136  | 153  | 165  | 178  |